# Petrus Marius Molijn
Petrus Marius Molijn (Rotterdam, 1819. július 9. – Antwerpen, 1849. április 28.) holland festő. Élete nagyját Antwerpen városában töltötte, ami halálára már Belgiumhoz tartozott.

## Élete
Az Antwerpeni Királyi Képzőművészeti Akadémián kezdte művészeti tanulmányait. Mesterei Ferdinand de Braekeleer, Jan Hendrik van Grootvelt és Jan August Hendrik Leys voltak.
Munkássága több műfajt ölel fel, beleértve a tájképeket, enteriőröket és csendéleteket. Rézkarccal és litográfiával is foglalkozott.
1845-ben tagja lett az amszterdami Királyi Művészeti Akadémiának. 1849-ben érte a halál, ismeretlen okokból – mindössze huszonkilenc éves korában. Antwerpenben kisméretű emlékművet állítottak neki.

## Galéria

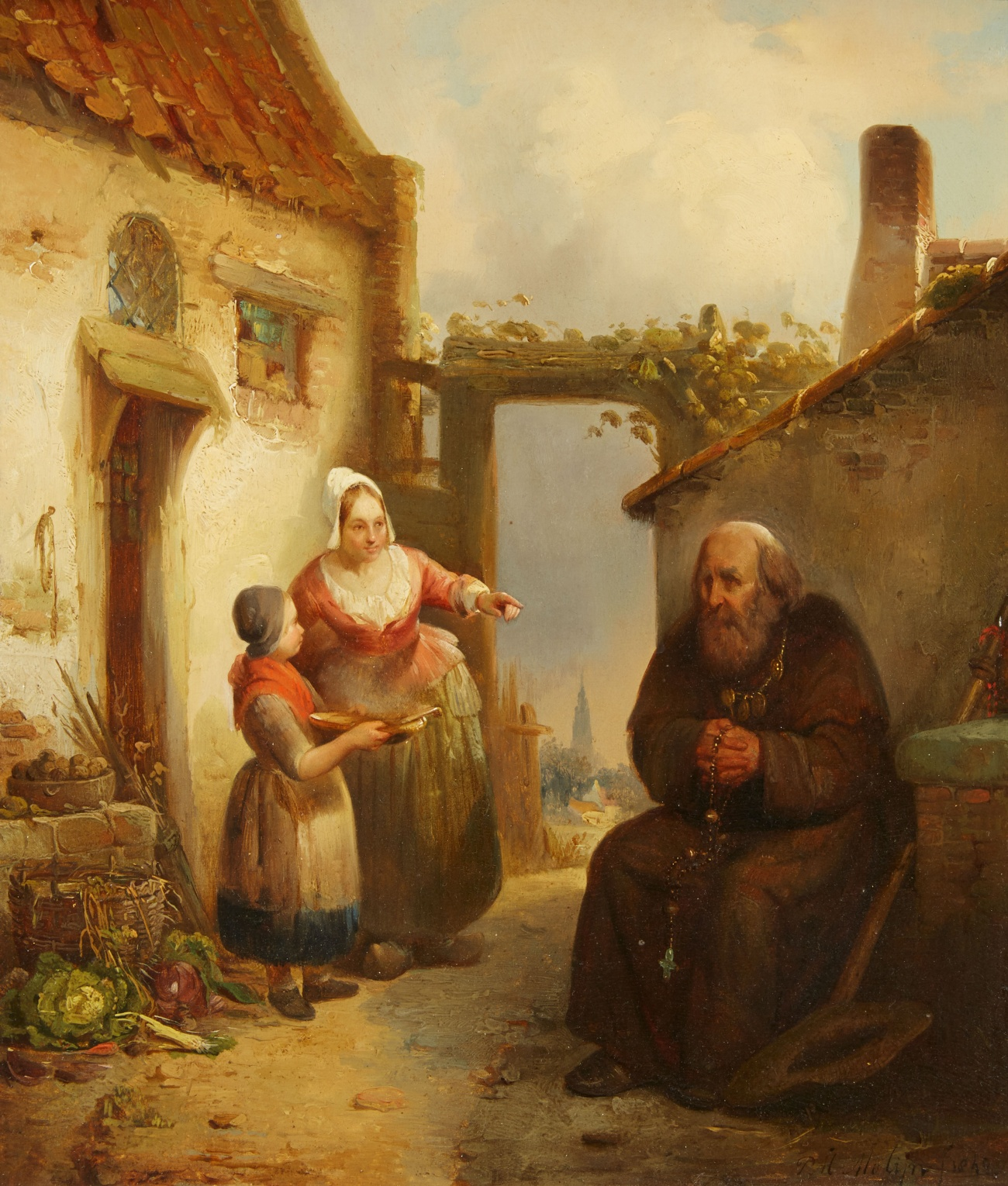
A kolduló szerzetes (De bedelmonnik, 1840)
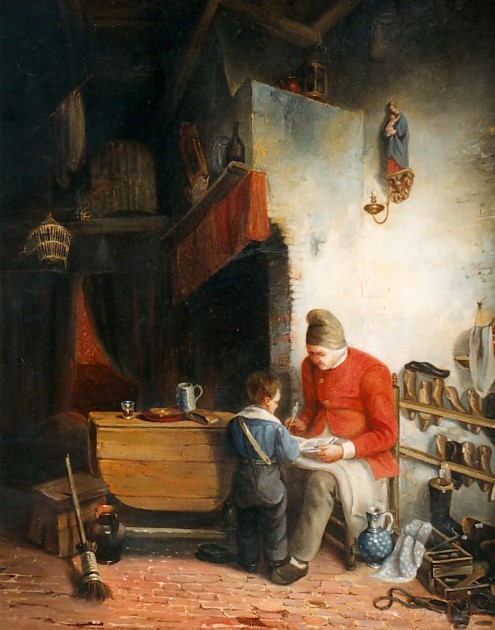
Suszter (Schoenlapper, 1842)
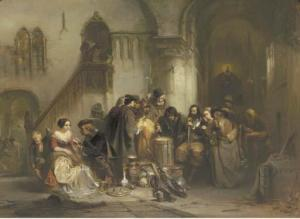
Kockadobás (Dobbelstenen werpen, 1848)

## Fordítás
- Ez a szócikk részben vagy egészben  a   Petrus Marius Molijn című angol Wikipédia-szócikk ezen változatának fordításán alapul.  Az eredeti cikk szerkesztőit annak laptörténete sorolja fel. Ez a jelzés csupán a megfogalmazás eredetét és a szerzői jogokat jelzi, nem szolgál a cikkben szereplő információk forrásmegjelöléseként.